# Jack Haig (wielrenner)
Jack Haig (Bendigo, 6 september 1993) is een Australisch wielrenner die sinds 2021 rijdt voor Bahrain-Victorious. Hiervoor was hij van 2016 tot en met 2020 actief voor Mitchelton-Scott.

## Carrière
Bij afwezigheid van Robert Power was Haig de kopman van de Australische selectie in de Ronde van de Toekomst 2015. In de laatste etappe finishte hij als tweede in dezelfde tijd als winnaar Matvej Mamykin, waardoor Haig van de derde naar de tweede plaats in het algemeen klassement steeg. Enkel de Spanjaard Marc Soler stond boven hem in het eindklassement. 
Per 1 januari reed Haig voor Orica GreenEDGE, waar hij zich eind 2014 al aan verbonden had. Zijn debuut maakte hij in het nationale kampioenschap op de weg, dat hij niet uitreed. Een kleine maand later werd hij vijfde in het eindklassement van de Herald Sun Tour, waar hij in drie van de vijf etappes bij de beste zes renners finishte. In juni werd hij, met een achterstand van ruim anderhalve minuut op winnaar Rein Taaramäe, tweede in het eindklassement van de Ronde van Slovenië. Door in drie van de vier etappes bij de beste vijf te eindigen schreef hij wel het puntenklassement op zijn naam, met een voorsprong van slechts één punt op zowel Diego Ulissi als Taaramäe. In september nam hij deel aan zijn eerste grote ronde, de Ronde van Spanje, waar hij in de openingsploegentijdrit met zijn ploeg de derde tijd neerzette. Zijn seizoen sloot hij af in de Ronde van Lombardije, die hij niet uitreed.

## Overwinningen
2012
2e etappe Tour of Bright
3e etappe Tour of Bright
2013
 Australisch kampioen crosscountry, Beloften
1e etappe Battle of the Border
Eindklassement Battle of the Border
3e etappe Ronde van Toowoomba (ploegentijdrit)
1e etappe North Western Tour
1e etappe Ronde van Tasmanië (ploegentijdrit)
Eindklassement Ronde van Tasmanië
National Road Series
2014
Jongerenklassement Tour Down Under
Jongerenklassement Herald Sun Tour
1e etappe Ronde van Toowoomba
3e etappe (ploegentijdrit) Ronde van Toowoomba
Eindklassement Ronde van Toowoomba
Jongerenklassement Ronde van de Elzas
2016
Puntenklassement Ronde van Slovenië
2017
6e etappe Ronde van Polen
2020
4e etappe Ruta del Sol

## Resultaten in voornaamste wedstrijden
| Jaar | Ronde van Italië | Ronde van Frankrijk | Ronde van Spanje |
| ---- | ---------------- | ------------------- | ---------------- |
| 2016 |                  |                     | 117e             |
| 2017 |                  |                     | 21e              |
| 2018 | 36e              |                     | 19e              |
| 2018 |                  | 38e                 |                  |
| 2020 | opgave           |                     |                  |
| 2021 |                  | opgave              | ↑                |
| 2022 |                  | opgave              |                  |
| 2023 | 19e              | 28e                 |                  |
| 2024 |                  | 31e                 | 22e              |
| 2025 |                  | opgave              |                  |

| Jaar | Ronde van Vlaanderen | Amstel Gold Race | Luik-Bast.‑Luik | Ronde van Lombardije | Waalse Pijl | Brabantse Pijl | Bretagne Classic |  | WK op de weg |  | Wereldranglijsten |
| ---- | -------------------- | ---------------- | --------------- | -------------------- | ----------- | -------------- | ---------------- |  | ------------ |  | ----------------- |
| 2016 | opgave               |                  | opgave          | opgave               | 79e         | 79e            |                  |  |              |  |                   |
| 2017 |                      |                  |                 | 24e                  | 125e        | 27e            |                  |  | 94e          |  | 114e (UWT)        |
| 2018 |                      |                  | 14e             | opgave               | 34e         | 77e            |                  |  | 19e          |  | 142e (UWT)        |
| 2019 |                      |                  |                 | 6e                   |             |                | ↑                |  | opgave       |  | 46e (UWR)         |
| 2020 |                      |                  |                 |                      |             |                |                  |  |              |  | 96e (UWR)         |
| 2021 |                      |                  | 17e             |                      | 19e         |                |                  |  |              |  |                   |
| 2022 |                      | 31e              | 11e             |                      | 41e         | opgave         |                  |  |              |  |                   |
| 2023 |                      |                  |                 |                      |             |                |                  |  |              |  |                   |
| 2024 |                      |                  |                 |                      |             |                |                  |  |              |  |                   |
| 2025 |                      |                  | 53e             |                      |             |                |                  |  |              |  |                   |

## Ploegen
- 2013 –  Huon Salmon-Genesys Wealth Advisers
- 2014 –  Avanti Racing Team
- 2016 –  Orica-BikeExchange[1]
- 2017 –  Orica-Scott
- 2018 –  Mitchelton-Scott
- 2019 –  Mitchelton-Scott
- 2020 –  Mitchelton-Scott
- 2021 –  Bahrain-Victorious
- 2022 –  Bahrain-Victorious
- 2023 –  Bahrain Victorious
- 2024 –  Bahrain Victorious
- 2025 –  Bahrain Victorious

Beckinsale · Clements · Cooper · Crawford · Davis · Donnelly · Dyball · Earle · Flakemore · Giacoppo · Haig · Jones · Lovelock · Robinson · Shaw · K.Walker
Beckinsale · Clark · Cooper · Davis · Donnelly · Dyball · Fetch · Flakemore · Giacoppo · Gunman · Haig · Jones · Law · Lovelock-Fay · O'Brien · Robinson · van der Ploeg
Albasini · Bewley · Chaves · Cheung · Cort · Docker · Durbridge · Edmondson · Ewan · Gerrans · Haig · Hayman · Hepburn · Howson · Impey · Juul-Jensen · Keukeleire · Matthews · Meier · Mezgec · Plaza · Power · Tuft · Txurruka · Verona · A.Yates · S.Yates · Schultz (stagiair)
Albasini · Bewley · Chaves · Cheung · Cort · Docker · Durbridge · Edmondson · Ewan · Gerrans · Haig · Hayman · Hepburn · Howson · Impey · Juul-Jensen · Keukeleire · Kluge · Kreuziger · Mezgec · Plaza · Power · Tuft · Verona · A. Yates · S. Yates
Albasini · Bauer · Bewley · Chaves · Durbridge · Edmondson · Ewan · Haig · Hamilton · Hayman · Hepburn · Howson · Impey · Juul-Jensen · Kluge · Kreuziger · Meyer · Mezgec · Nieve · Power · Trentin  · Tuft · Verona · A. Yates · S. Yates
Affini · Albasini · Bauer · Bewley · Bookwalter · Chaves · Durbridge · Edmondson · Grmay · Haig · Hamilton · Hayman · Hepburn · Howson · Impey · Juul-Jensen · Meyer · Mezgec · Nieve · Schultz · Scotson · Smith · Stannard · Trentin  · A. Yates · S. Yates
Affini · Albasini · Bauer · Bewley · Bookwalter · Chaves · Durbridge · Edmondson · Grmay · Groves · Haig · Hamilton · Hepburn · Howson · Impey · Juul-Jensen · Konysjev · Meyer · Mezgec · Nieve · Peák · Schultz · Scotson · Smith · Stannard · A. Yates · S. Yates · Zejts
Arashiro · Bauhaus · Bilbao · Buitrago · Capecchi · Caruso · Colbrelli  · Davies · Feng · Jack · Haller · Haussler · Inkelaar · Landa · Madan · Mäder · Milan· Mohorič · Novak · Padoen · Pernsteiner · Poels · Sieberg · Teuns · Tratnik · Valls · Williams · Wright
Arashiro · Bauhaus · Bilbao · Buitrago · Caruso · Colbrelli · Feng · Govekar (vanaf 1/6) · Gradek · Haig · Haussler · Landa · Maciejuk · Madan · Mäder · Milan· Mohorič · Novak · Osorio (tot 31/3) · Pernsteiner · Poels · Price-Pejtersen · Sánchez · Sütterlin · Teuns (tot 4/8) · Tratnik · Williams · Wright · Zambanini · Miholjević (stagiair)
Arashiro · Arndt · Bauhaus · Bilbao · Buitrago · Buratti (vanaf 12/4) · Caruso · Govekar · Gradek · Haig · Haussler (tot 7/4) · Kepplinger · Landa · Maciejuk · Madan · Mäder (overleden 16/7) · Miholjević · Milan· Mohorič · Pasqualon · Pernsteiner · Poels · Price-Pejtersen · Rajović · Scott · Sütterlin · Tiberi (vanaf 1/6) · Tu · Wright · Zambanini
Arashiro · Arndt · Bauhaus · Bilbao · Bruttomesso · Buitrago · Buratti · Caruso · Govekar · Gradek · Haig · Kepplinger · Madan · Miholjević · Mohorič · Pasqualon · Pickering · Poels · Price-Pejtersen · Rajović · Scott · Stannard (vanaf 19/8) · Sütterlin · Tiberi · Træen · Tu · Wiśniowski (vanaf 1/3) · Wright · Zambanini · Skerl (stagiair) · van der Meulen (stagiair) · Van Mechelen (stagiair)
Arndt · Bauhaus · Bilbao · Bruttomesso · Buitrago · Buratti · Caruso · Ermakov · Eržen · Eulálio · Govekar · Gradek · Haig · Kepplinger · Martinez · Miholjević · Mohorič · Paasschens · Pasqualon · Pickering · Skerl · Stannard · Stockwell · Tiberi · Træen · Tu · van der Meulen · Van Mechelen · Wright · Zambanini